# Đậu vảy ốc nhám
Đậu vảy ốc nhám hay bút quả nhám, bút quả (danh pháp: Alysicarpus rugosus) là loài thực vật có hoa trong họ Đậu. Loài này được (Willd.) DC. miêu tả khoa học đầu tiên.